# 대한민국의 경찰

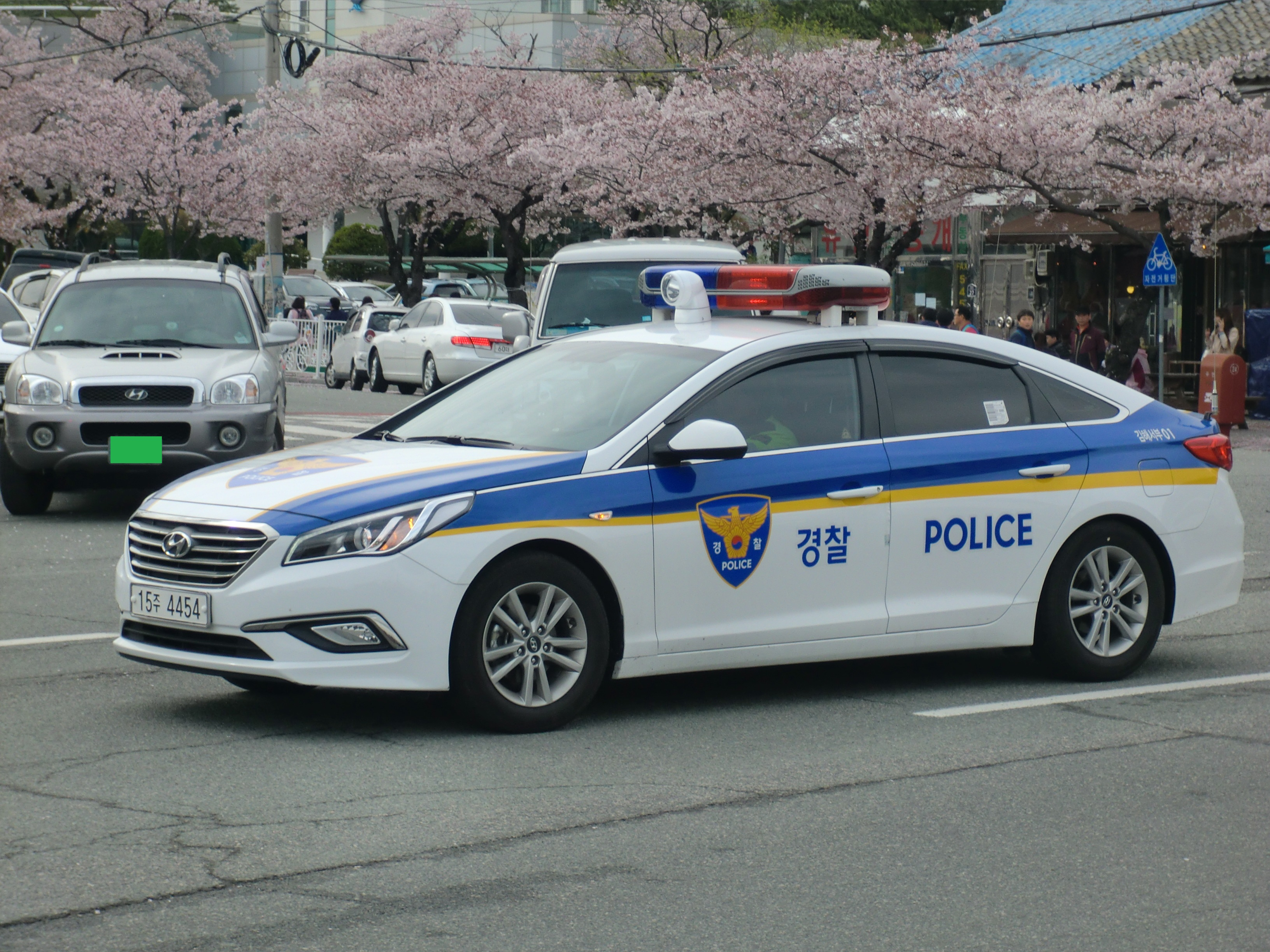
현대 쏘나타 경찰차

대한민국의 경찰(大韓民國의 警察)은 대한민국 국민의 생명과 신체 및 재산을 보호하고, 범죄를 예방, 진압, 수사하며, 주요시설을 경비하고 요인을 경호하며 대간첩·대테러 작전을 수행하고, 치안정보를 수집, 작성, 배포하며, 교통의 단속과 위해를 방지하며, 외국의 정부기관 및 국제기구와의 국제협력을 꾀하며 그 밖의 공공의 안녕과 질서를 유지하는 임무를 맡는 조직과, 해양에서의 경비·안전·오염 방제·해상에서 발생한 사건의 수사를 담당하는 조직을 말한다.

## 역사

### 고려시대 이전
고려시대 이전에는 형법과 관련한 기록은 많이 전해지지만, 경찰에 관해서는 정확한 기록이 내려오지 않는다. 정부조직이나 군사조직과 완전히 분화되지 않았던 것으로 추정하기도 한다.

### 조선시대
조선시대에는 포도청을 두고, 포도대장을 임명하여 경찰 사무를 관장하도록 하였으며, 1835년에는 좌우포도청으로 조직이 확대되었다. 1884년에 좌우포도청을 폐지하고 경무청을 신설하여 도성내의 치안을 담당하게 하였다. 지방의 경찰 사무는 내부에서 관장하였다.

### 대한제국
1897년 대한제국의 성립을 전후하여 근대적인 경찰 제도가 도입되었다. 1899년 경무청장을 경무대신으로 격상하고, 전국의 치안 업무를 관장하게 하였다. 1901년에 내부 산하의 경무청으로 개편되어 내무대신이 경찰 업무를 관장하였다.

### 일제강점기

#### 1910년대
1910년대 일제강점기의 경찰조직은 조선총독부 총독 직속기관으로, 중앙에는 경무총감부를, 지방에는 경무부를 두었다. 경무총감은 일본 헌병사령관의 간섭을 받지 않는 헌병사령관이 경무총감을 겸임하여 한반도의 경찰 업무를 총괄하였다. 경무총감부는 경성부를 직할로 관할하였다.
각 도의 경무부장은 각 도의 헌병대장이 겸임하여 도 내의 경찰사무를 담당하였으며, 경찰서장은 군 단위의 경찰사무를 담당하되, 헌병분대장 및 헌병분견소장이 경찰서장과 동등한 권한을 지니면서 경찰서장의 권한이 미치지 않는 지역을 담당하였다. 면단위에는 순사주재소·순사파출소·헌병파견소·헌병출장소를 두어 경찰사무를 보조하였다. 경찰은 대체로 개항지 등 주로 질서유지가 필요한 지역에 배치되었고, 헌병은 군사적 요충지나 국경, 의병 출몰 지역에 배치되었다.

#### 1920년대
1920년대 일제강점기의 경찰조직은 헌병경찰에서 보통경찰로 그 성격이 변화하였다. 경무총감부와 각 도의 경무부가 폐지되었으며, 도지사 아래에 설치된 경찰부가 경찰권을 행사하였다. 헌병분대 또는 헌병분견소를 두면서 경찰서를 설치하지 않은 지역에도 경찰서를 설치하면서 하나의 부·군에 한 개의 경찰서, 하나의 면에 한 개의 주재소를 설치한다는 원칙을 세웠다. 다수의 경찰관이 필요해짐에 따라 경찰관강습소를 두었다.

#### 1920년대 이후
일본의 침략전쟁 수행을 위해 한반도의 통제가 강화되었고, 이에 따라 경찰기구도 확대되었다. 경찰은 국토방위와 방공·방첩, 경제통제·민심 동향 청취·언론 지도·국민보건 업무를 담당하게 되었으며, 이는 한반도의 해방까지 이어졌다.

### 대한민국 임시정부
1919년 3.1운동으로 수립된 대한민국 임시정부는 내무부 산하에 경찰 기능을 수행하는 경무국(警務局)을 설치했다. 초대 경무국장은 내무부장인 안창호의 추천을 받아 1919년 8월 12일 김구가 선임되었다. 경무국은 정보 및 감찰, 경찰 업무를 담당하였고, 일제의 밀정 검거 활동을 하였다. 김구는 여순근을 경호부장에 임명하고, 다수의 한인 청년들을 고용하여 그 중 20여 명을 경호원으로 두었다. 김구는 경무국장으로서 경찰 업무를 총괄하였을 뿐 아니라, 재판소가 없는 임시정부에서 재판장으로서 재판을 수행하였다. 경무국장 김구는 일제 밀정이었던 선우갑·강린우를 추방하고, 일본 영사관 첩자였던 김도순을 총살했으며, 독립운동가를 독살하려고 했던 황학선을 체포하여 처형했다.

### 대한민국

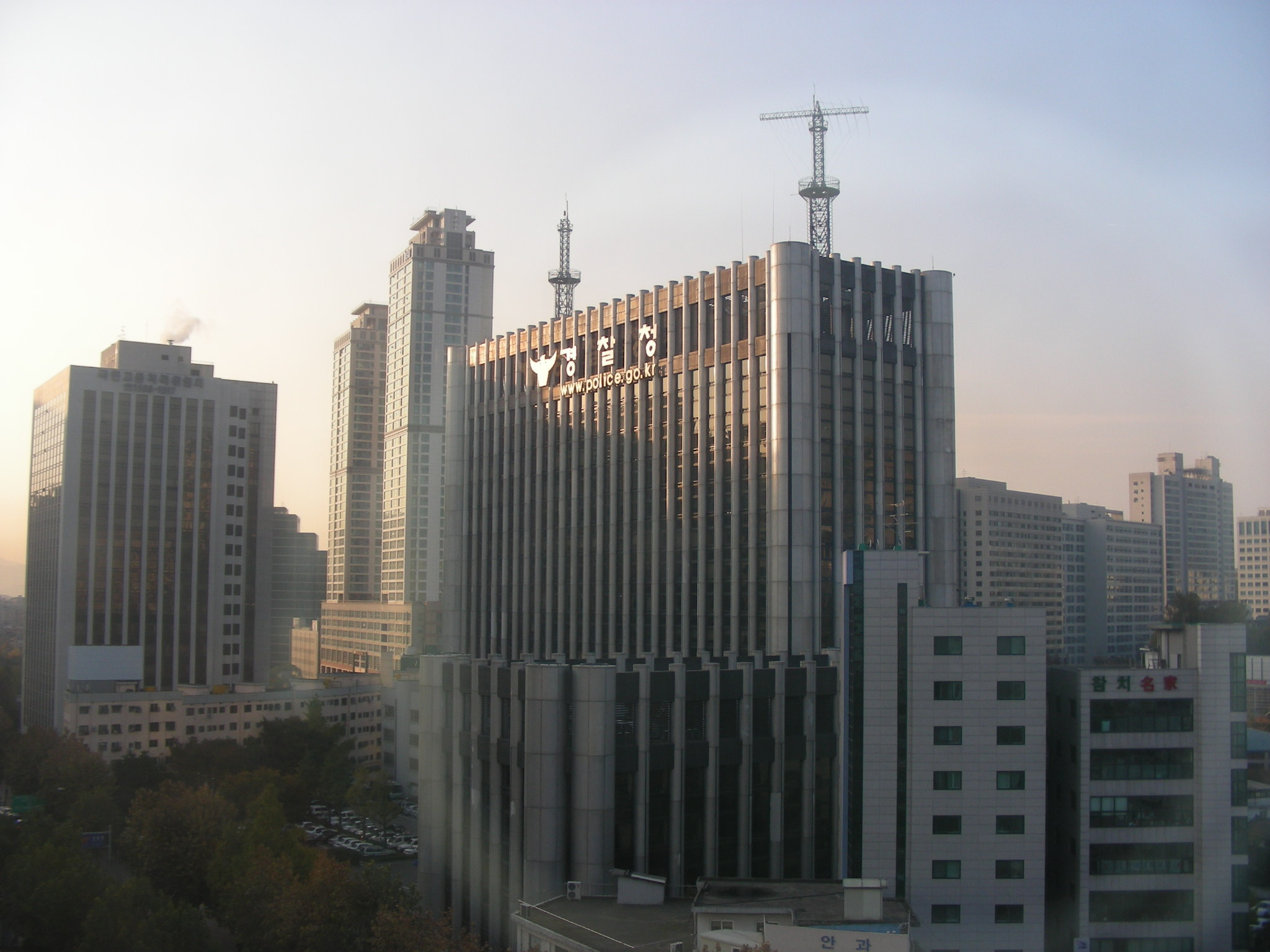
서울특별시 서대문구에 위치해 있는 대한민국 경찰청의 건물.

1945년 8월 15일 광복 이후 10월 21일 미군정청에 경무국이, 각 도에 경찰부가 설치되었다. 1946년에 경무국을 경무부로, 각 도 경찰부를 관구 경찰청으로 개편하고, 철도 관구 경찰청을 설치하였다. 1948년 9월에 미군정청에서 대한민국 정부로 경찰권이 이양되었으며, 내무부 산하에 치안국이 설치되면서 각 시·도관구 경찰청이 경찰국으로 변경되었다.
1949년에 철도 관구 경찰청을 철도경찰대로 축소하였으며, 1953년 12월 23일에 해양경찰대를 설치하였다. 1963년에 철도경찰대를 폐지하면서 교통국으로 이관하였다. 1974년에 치안국이 치안본부로, 1991년에 치안본부를 경찰청으로 확대하면서 시·도 경찰국을 지방경찰청으로 변경하였다. 1996년에 해양경찰청이 해양수산부로 산하 조직으로 분리되었다.
1950년부터 현재까지 대한민국의 경찰관 수는 다음과 같다.
| 연도                          | 경찰관 수 | 증감치     | 인구 10만명당 경찰관 수 | 비고         |
| ----------------------------- | --------- | ---------- | ----------------------- | ------------ |
| 1950년                        | 48,010명  |            |                         |              |
| 1955년                        | 47,250명  |            |                         |              |
| 1960년                        | 33,035명  |            |                         |              |
| 1965년                        | 34,572명  |            |                         |              |
| 1970년                        | 43,003명  |            |                         |              |
| 1975년                        | 44,044명  |            |                         |              |
| 1980년                        | 56,003명  |            | 147명                   |              |
| 1985년                        | 59,907명  |            | 147명                   |              |
| 1990년                        | 80,221명  |            | 187명                   |              |
| 1995년                        | 90,657명  |            | 201명                   |              |
| 2000년                        | 90,670명  |            | 193명                   |              |
| 2005년                        | 95,336명  |            | 198명                   |              |
| 2010년                        | 101,108명 |            | 205명                   | 10만명 돌파  |
| 2011년                        | 101,239명 | (△131명)   | 203명                   |              |
| 2012년                        | 102,386명 | (△1,147명) | 205명                   |              |
| 2013년                        | 105,357명 | (△2,971명) | 210명                   |              |
| 2014년                        | 109,364명 | (△4,007명) | 217명                   | 최대 인원 수 |
| 출처: 경찰청 《경찰통계연감》 |           |            |                         |              |

## 조직
대한민국에서 경찰 업무를 담당하는 조직은 대한민국 경찰청과 그 산하기관, 대한민국 해양경찰청과 그 산하기관, 대한민국 국토교통부 철도특별사법경찰대(철도경찰), 제주특별자치도 자치경찰단이며, 대한민국 국가정보원과 대한민국 검찰청도 수사 기능을 일부 담당한다. 이 외에도 특별사법경찰에 관한 법을 통해 관련 직무에 관련된 경찰 업무를 수행하는 공무원을 지정하여 치안 유지 및 단속 업무를 수행하게 하고 있다.

## 대한민국의 경찰관

### 경찰공무원의 계급
국가직 11계급, 지방직 8계급으로 나뉜다.

#### 비간부급(순경,경장,경사)
- 순경(9급), 경장(8급), 경사(7급)
- 2개의 무궁화 잎으로 싸여있는 무궁화 꽃봉오리 모양으로, 일선 지구대와 경찰서·기동대 등에서 치안실무자로서 국민과 가장 밀접한 임무를 수행하며, 경찰의 뿌리라 불린다.
- 하단부의 태극장은 만물의 근원으로서 '대한민국 국민'을 상징하며, 꽃잎으로 쌓여 있는 무궁화 봉오리는, 곧 무궁화 꽃으로 피어날 수 있는 희망과 가능성을 표현한 것으로, 치안 최일선에서 국민의 생명과 재산을 보호하는 경찰 기본임무를 성실히 수행하면서도 끈임없는 노력을 통함으로써 무궁화 꽃으로 활짝 피어날 수 있는 희망과 가능성을 지닌 경찰을 의미한다.

#### 중간급간부(경위,경감,경정,총경)
- 경위, 경감(6급), 경정(5급), 총경(4급)
- 중앙에 태극장을 배치한 무궁화로 구분.

지구대 순찰팀장, 파출소장, 경찰서 계장급, 경찰청·지방청 실무자(경위).

지구대장, 경찰서 주요계장 및 팀장, 경찰청·지방청 반장급(경감).

경찰서 과장, 경찰청·지방청 계장급(경정).

경찰서장, 경찰청 지방청 과장급(총경).

- 중앙의 태극장은 만물의 근원으로, 대한민국과 국민을 상징하며, 이를 감싸고 있는 무궁화 잎은 가장 중추적인 위치에 있는 '중간경찰간부'를 의미하며, 경찰조직의 중간 위치에서 국가를 수호하며 국민에게 봉사하는 경찰의 임무를 가장 능동적·활동적으로 수행하면서 경찰조직의 중심적인 역할을 수행하는 경찰을 의미한다.

#### 고위급간부(경무관,치안감,치안정감,치안총감)
- 경무관(3급), 치안감(2급), 치안정감(1급), 치안총감(차관급)
- 무궁화 계급장을 5각으로 둘러 큰 모양의 무궁화를 상징한다.

지방청차장, 서울·부산·경기 지방청부장, 송파서찰서등 5개 거점지역 경찰서장, 경찰청 심의관급(경무관).

지방경찰청장, 경찰교육원장, 중앙경찰학교장, 경찰청국장급(치안감).

국가수사본부장, 경찰청 차장, 서울·부산·경기 지방경찰 청장, 경찰대학장급(치안정감).

경찰청장(치안총감).

- 계급장은 중앙에 태극장을 배치한 무궁화의 둘레에 같은 무궁화 5개를 5각으로 연결한 태극무궁화의 둘레에 같은 무궁화 5개를 5각으로 연결한 태극무궁화로 나타낸다. 태극무궁화의 중앙에 있는 태극장은 만물의 근원으로 '대한민국과 국민'을 상징하며, 이를 감싸고 있는 5개의 무궁화는 5각으로 배치되어 하나의 큰 모양으로 승화된 것으로 경찰조직의 최상위 계급을 의미한다. 태극무궁화의 오각은 '충(忠), 신(信), 인(仁), 의(義), 용(勇)'다섯 가지의 경찰이 지향하는 가치개념을 의미하며, 이를 바탕으로 위로는 국민과 국가를 받아들이며, 아래로는 경찰 조직의 견인차 역할을 하는 경찰의 수뇌부를 의미한다.

경찰청과 해양경찰청 모두 동일한 계급을 적용한다.
지방직은 각 계급에 '자치'라는 접두어가 붙으며, 제주특별자치도자치경찰단에만 존재하는 계급이다. 순경부터 경사는 2개의 참꽃잎으로 싸여있는 참꽃봉오리로, 경위부터 총경까지는 참꽃으로, 경무관은 가운대에 태극장을 두고 참꽃을 5각으로 두른다.

### 경찰공무원의 임용

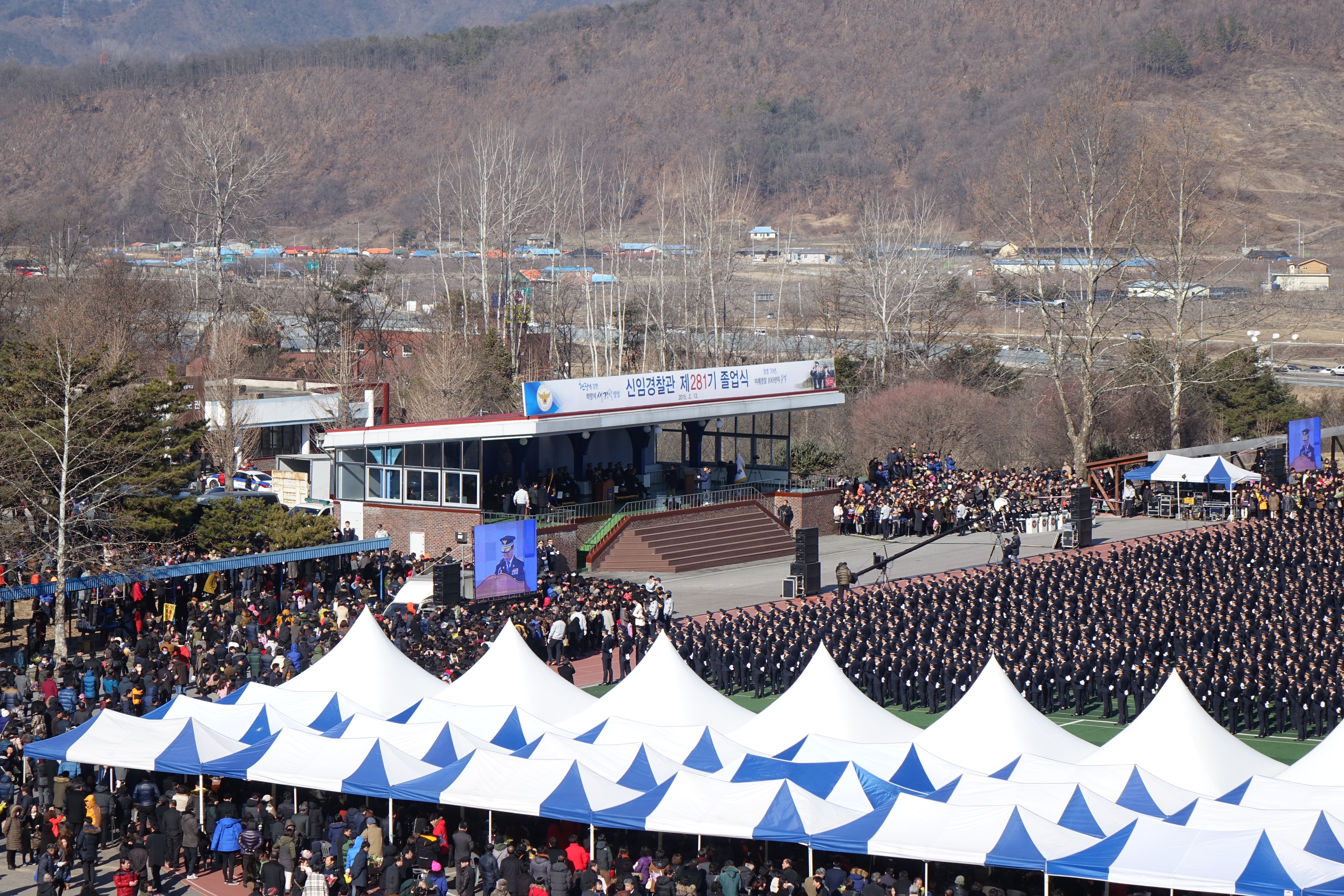
신임경찰관 281기 졸업식

대한민국의 경찰로서 채용하는 과정은 다음과 같다. 직업경찰이 되기 위해서는 1종 보통의 운전면허는 필히 보유해야 한다.
- 사법시험, 5급 공채(행정) 합격자 특별채용 - 이 경우 필기시험을 치러야 한다. 시험과목은 사법시험 합격자는 한국사, 행정학, 5급 공채(행정) 합격자는 한국사, 형법, 형사소송법이다. 임용계급은 경정이다. 경찰로서 선발하는 인원 중 최고급 자원이 된다.
- 경찰대학- 졸업하면 경위로 임용된다.
- 경찰간부 후보생 - 종래에는 경찰종합학교에서 훈련하였으나 2010년부터 경찰인재개발원(당시에는 경찰교육원)으로 옮겨 교육한다. 대한민국에서 가장 오래된 경찰간부 양성 제도로 경찰대학과 마찬가지로 경위로 임용된다.
- 순경 공채 - 공개채용시험 외에 4년제 대학교 중 경찰행정학과, 전투경찰 전역자 특채를 거쳐 순경으로 임용된다.

### 양성평등 정책
2018년 4월 29일 현재 여성 경찰관 1만 3천여명, 경찰청 소속 여성 일반행정직 3천여명이 경찰청에서 근무하고 있다. 이는 전체 경찰관 중 10.8%에 해당한다. 그러나 2018년 7월 28일 현재 총경 이상의 고위직 여경은 16명이고, 현직 치안감 이상 여성경찰관은 1명일 정도로 경찰 조직은 여성 경찰관의 채용과 승진에 폐쇄적이라는 평가를 받았다. 이에 경찰청은 경찰대학 신입생 모집과 경찰간부후보생 채용 시 성별 제한 비율을 폐지했으며, 향후 순경 공채에서도 성별 구분을 없앨 전망이다.

## 경찰장비

### 기동장비
대한민국의 경찰은 치안수요에 대응하기 위하여 여러 기동장비를 활용한다. 보통의 경우 5인승 세단을 이용하지만, 산악지역이나 도서지역의 경우 스포츠 유틸리티 차량을 사용하기도 한다. 또한 신속한 현장이동을 위하여 오토바이를 사용하기도 하며, 공중작전을 위해 회전익 항공기를 운용한다. 그 외에도 경찰관을 대량으로 수송하기 위해 버스를, 부상당한 경찰관의 후송을 위해 구급차를, 그 외 각종 편의를 위하여 식당차량과 위생차량을 운용한다.
대한민국의 해양경찰은 해상에서의 치안수요에 대응하기 위하여 대형함정 35척, 중형함정 39척, 소형함정 110척, 특수함정 139척, 고정익 6기, 회전익 18기를 운용한다.

### 진압장비
현재 대한민국 경찰은 작전 중 38구경 권총을 소지할 수 있게되어있다 경찰청 공식 자료를 따르면 S&W(스미스앤웨슨) 모델 10을 사용하게끔 되어있다. 그러나 스미스앤웨슨 모델 10은 낙후되어있기에 요즘에는 총열과 무게가 줄어들고 357매그넘탄을 사용하는 모델 60을 사용함으로써 대인진압력을 좀 더 높이려고 하는 추세이다.

## 같이 보기
- 경찰대학
- 경찰
- 대한민국 경찰청
  - 전투경찰순경
- 대한민국 해양경찰청
  - 해양경찰청 의무경찰
- 대한민국재향경우회
- 일본 경찰
- 중국 공안

- 대한민국의 깡패